# Diaoyucheng
Diaoyucheng (kinesiska: 钓鱼城) är ett stadsdelsdistrikt i sydvästra Kina. Det ligger i stadsdistriktet Hechuan i storstadsområdet Chongqing, omkring 57 kilometer nordväst om det centrala stadsdistriktet Yuzhong. Antalet invånare är 47 205. Befolkningen består av 23 976 kvinnor och 23 229 män. Barn under 15 år utgör 13,0 %, vuxna 15-64 år 73 %, och äldre över 65 år 13,0 %.